# SonicFox
Dominique McLean, né le 2 mars 1998, plus connu sous le nom de SonicFox, est un professionnel d’esports et plus particulièrement dans les jeux de combat. SonicFox est reconnu pour sa faculté d’adaptation en ce qui concerne le choix d’un nouveau jeu ou d’un nouveau personnage mais aussi quant à la maîtrise assez rapide professionnellement de ceux-ci . SonicFox a gagné cinq compétitions Evolution Championship Series (Evo) entre autres, parmi diverses compétitions remportées lors de cet événement. SonicFox est le joueur de jeux de combats le mieux payé au monde en août 2019 avec 600 000 dollars de gains. En 2018 SonicFox est élu joueur d’esports de l’année aux Game Awards 2018 et entre dans les 30 personnalités de moins de  30 ans pour la catégorie Games du magazine Forbes,.
SonicFox est ouvertement bisexuel et non binaire ainsi que « furry »,. SonicFox est connu pour participer aux compétitions de jeux de combat en portant son «Fursona », qui est un renard anthropomorphique bleu et blanc. 

## Carrière
SonicFox a été introduit dans l’univers du jeu vidéo de combat par son frère aîné Christian dès l’âge de trois ans. Après plusieurs années, alors que SonicFox continue à jouer aux jeux vidéo, SonicFox commence à intégrer la communauté des « furries » vers l’âge de onze ans. C’est à cette époque que naît le personnage de « SonicFox » et SonicFox joue en compétition avec son costume dès ses débuts à l'âge de treize ans.
Aux alentours de 2011, SonicFox jouait en ligne à Mortal Kombat sans pour autant être en compétition et ce sont ces amis en ligne qui l’ont encouragé à tester ses compétences de jeu lors d’un tournoi de Mortal Kombat hors-ligne. Bien que SonicFox soit arrivé neuvième lors de ce tournoi, l’atmosphère compétitive l’emballe, c’est pour cela que SonicFox poursuit sa carrière en participant à divers championnats de jeux de combat.
En 2014, McLean en tant que SonicFox gagne son premier titre lors des Evo 2014 sur le jeu Injustice : Gods Among Us.
En 2017, SonicFox rejoint la structure Echo Fox.
Lors des Game Awards de 2018, au cours duquel SonicFox reçoit le prix du meilleur joueur de l’année, SonicFox énonce ce qui suit : « Je suppose que tout ce que j’ai à dire c’est que je suis gay, noir et velu (« furry ») — tout ce dont un républicain a horreur — mais aussi le meilleur joueur d’e-sport de l’année ! ».
Le 4 août 2019, SonicFox remporte l’Evo 2019 lors du tournoi de Mortal Kombat 11 mais SonicFox perd en finale face au joueur japonais « GO1 » durant le tournoi de Dragon Ball FighterZ,.
En août 2019, SonicFox fait un livestream de 72 heures pour The Trevor Project, une association qui milite pour les droits des LGBT+, durant lequel SonicFox récolte 22 000 dollars.
Début 2020, SonicFox annonce via Twitter son désistement d'Echo Fox.

## Vie personnelle
McLean est né et a grandi à Townsend dans le Delaware. McLean est étudiant à l’Institut de technologie de New York depuis 2018.
SonicFox a fait son coming out en tant que personne non binaire sur Twitter en septembre 2019. McLean utilise publiquement le pronom neutre « iel » (singular they en anglais).